# Хайбуллин, Кутлуахмет Кутлугалямович
Кутлуахмет Кутлугаллямович Хайбуллин (29 декабря 1921 года, дер. Сулейманово — 10 ноября 1943 года) — командир отделения противотанковых ружей, гвардии сержант, Герой Советского Союза.

## Биография
Хайбуллин Кутлуахмет Кутлугаллямович родился 29 декабря 1921 года в деревне Сулейманово Зианчуринского района Башкирской АССР в семье крестьянина. Башкир. Окончил 7 классов школы, работал в колхозе.
В Красной Армии с 1940 года, на фронте в Великую Отечественную войну с октября 1941 года.
Кутлуахмет Кутлугаллямович отличился в боях за освобождение Гомельской области.
Погиб в бою 10 ноября 1943 года. Был похоронен в деревне Волкошанка Лоевского района Гомельской области, в 1956 году перезахоронен в братской могиле в деревне Уборок.

## Подвиг
«Командир отделения противотанковых ружей гвардии сержант К. К. Хайбуллин отличился в боях за освобождение Гомельской области. В сентябре 1943 г. в числе первых переправился через Днепр в Брагинском районе, участвовал в рукопашном бою за деревню Галки, подбил два танка противника, уничтожил десант автоматчиков».
Указом Президиума Верховного Совета СССР «О присвоении звания Героя Советского Союза генералам, офицерскому, сержантскому и рядовому составу Красной Армии» от 15 января 1944 года за «образцовое выполнение боевых заданий командования на фронте борьбы с немецкими захватчиками и проявленными при этом отвагу и геройство» удостоен звания Героя Советского Союза.

## Память
Именем Героя названа пионерская дружина средней школы на родине. В школе, где он учился, установлена мемориальная доска.
В школе, где учился Герой, — мемориальная доска. Деревня, где он родился и жил, и улица в райцентре Исянгулово названы его именем.

## Награды
- Медаль «Золотая Звезда» Героя Советского Союза (15.01.1944)[3];
- орден Ленина (15.01.1944);
- орден Красной Звезды.